# Idea Popular de Guinea Ecuatorial
Idea Popular de la Guinea Ecuatorial (IPGE) fue un grupo político nacionalista e independentista de Guinea Ecuatorial, aparecido a finales de la década de 1950.

## Ideología
Sus dos características fundamentales fueron su ideología de izquierdas y su determinación de unir o federar Guinea Ecuatorial y Camerún tras la independencia. Tal compromiso de anexión con Camerún, anunciado y defendido por Maho en una conferencia internacional en Uagadugú (Alto Volta), y contemplado en el artículo 3º de sus estatutos, restó a la IPGE apoyos dentro de Guinea, hasta que fue suprimido en la reunión de Ebolowa en marzo de 1962, a propuesta de Agustín Eñeso y Esteban Nsue Ngomo.

## Historia

### Clandestinidad
Surgido de una escisión del Movimiento Nacional de Liberación de Guinea Ecuatorial (MONALIGE), fue constituido formalmente entre 1958 y 1959 por exiliados ecuatoguineanos en Camerún, constituyendo un proyecto interétnico; su ejecutiva estaba formada por los bubis Marcos Ropo Uri y Luis Maho Sicahá, el fernandino Gustavo Watson Bueco y los fangs Enrique Nvo, Pedro Ekong Andeme, Clemente Ateba o José Nsue Angüe, entre otros. 
Tras la aprobación por parte de España de un decreto por el que los territorios hispanoguineanos se convertían en provincias españolas del 10 de enero de 1958, la IPGE convocó una reunión en Santiago de Baney a la que asistieron, entre otros, Felipe Ndjoli, Alberto Mbande, Federico Ebuka y Pastor Toraó, acordando un plan de oposición a la administración colonial española que incluía hacer llegar a la Organización de Naciones Unidas un escrito que denunciaba la provincialización del país y exigía la independencia. El trabajo de hacerlo llegar a la ONU fue encargado a Enrique Nvo, con el plan de que viajase a Camerún y utilizara sus contactos con el independentismo local, y los contactos internacionales de estos últimos para tal fin. Nvo llegó a su pueblo, Mbé, en el distrito de Micomiseng, donde cruzó el río Ntem en la frontera con la colonia francesa. A partir de ahí desapareció. Finalmente, en julio del mismo año, la IPGE consiguió presentar ante la ONU una petición formal de independencia.

### Crisis
No obstante Luis Maho, que sustituiría a Enrique Nvo en la presidencia del partido, aceptó cargos en el gobierno autonómico colonial constituido por Bonifacio Ondó Edu en 1964; otros militantes destacados se pasarían al Movimiento de Unidad Nacional de Guinea Ecuatorial (MUNGE), liderado por Bonifacio Ondó.
En noviembre de 1965, la IV Comisión de la Asamblea General de la ONU aprobó un proyecto de resolución en el que se pedía a España que fijase lo antes posible la fecha para la independencia de la entonces todavía Guinea Española. En diciembre de 1966 el Consejo de Ministros español acordó preparar la Conferencia Constitucional. Varios representantes del partido participaron en dicha Conferencia Constitucional (1967-1968), que elaboró la Constitución de 1968, entre ellos Antonio Eworo, Martín Mbo Mguema y Jovino Edu Mbuy.

### Elecciones de 1968 e independencia del país
En las elecciones generales de Guinea Ecuatorial de 1968 previas a la independencia del país, IPGE concurrió con Francisco Macías como líder, obteniendo 36.176 votos (39'6%) en la primera vuelta, y en la segunda, con el apoyo del partido Unión Bubi y el MONALIGE, 68.310 votos (62'3%), obteniendo 8 diputados en la Asamblea Nacional prevista por la Constitución de 1968. Posteriormente, bajo la dictadura de Macías, el partido fue disuelto e ilegalizado.